# Laura Pigossi
Laura Pigossi Herrmann de Andrade (São Paulo, 2 augustus 1994) is een tennisspeelster uit Brazilië. Pigossi begon op zesjarige leeftijd met het spelen van tennis. Haar favoriete ondergrond is hardcourt. Zij speelt rechtshandig en heeft een tweehandige backhand. Zij is actief in het internationale tennis sinds 2009.

## Loopbaan
In de periode 2013–2025 maakte Pigossi deel uit van het Braziliaanse Fed Cup-team – zij vergaarde daar een winst/verlies-balans van 9–14.
In oktober 2019 won Pigossi in Lagos (Nigeria) twee achtereenvolgende ITF-dubbelspeltitels, haar 35e en 36e – daarmee kwam zij binnen op de top 150 van de wereldranglijst.
In juli 2021 won Pigossi de bronzen medaille in het vrouwendubbelspel op de Olympische spelen van 2020 in Tokio, samen met Luisa Stefani – dit was de eerste olympische medaille die Brazilië in tennis won.
Pigossi stond in april 2022 voor het eerst in een WTA-finale, op het toernooi van Bogota – zij verloor van de Duitse Tatjana Maria. Hiermee maakte zij ook in het enkelspel haar entrée op de top 150. In juni had zij haar grandslamdebuut op Wimbledon. In augustus haakte zij nipt aan bij de top 100.
In december 2023 won zij haar eerste WTA-titel, op het WTA 125-toernooi van Buenos Aires – in de finale versloeg zij de thuisspelende María Lourdes Carlé.
In december 2024 won zij haar eerste WTA-dubbelspeltitel, op het WTA 125-toernooi van Florianópolis geflankeerd door de Poolse Maja Chwalińska.

## Posities op deWTA-ranglijst
Positie per einde seizoen:
| jaar | rang enkelspel | rang dubbelspel |
| ---- | -------------- | --------------- |
| 2009 | –              | 957             |
| 2010 | –              | 797             |
| 2011 | 1134           | 694             |
| 2012 | 580            | 358             |
| 2013 | 351            | 238             |
| 2014 | 280            | 161             |
| 2015 | 545            | 232             |
| 2016 | 381            | 143             |
| 2017 | 402            | 210             |
| 2018 | 580            | 164             |
| 2019 | 399            | 141             |
| 2020 | 391            | 152             |
| 2021 | 218            | 183             |
| 2022 | 114            | 219             |
| 2023 | 134            | 281             |
| 2024 | 129            | 224             |

## Resultaten grandslamtoernooien
| Legenda | Legenda                          |
| ------- | -------------------------------- |
| g.t.    | geen toernooi gehouden           |
| l.c.    | lagere categorie                 |
| –       | niet deelgenomen                 |
| G       | uitgeschakeld in de groepsfase   |
| 1R      | uitgeschakeld in de eerste ronde |
| 2R      | uitgeschakeld in de tweede ronde |
| 3R      | uitgeschakeld in de derde ronde  |
| 4R      | uitgeschakeld in de vierde ronde |
| KF      | uitgeschakeld in de kwartfinale  |
| HF      | uitgeschakeld in de halve finale |
| F       | de finale verloren               |
| W       | het toernooi gewonnen            |
| w-v     | winst/verlies-balans             |

### Enkelspel
| toernooi        | 2022 | 2023 | 2024 |
| --------------- | ---- | ---- | ---- |
| Australian Open | –    | 1R   | –    |
| Roland Garros   | –    | –    | 1R   |
| Wimbledon       | 1R   | –    | –    |
| US Open         | –    | –    | –    |

## Palmares
| Legenda                 |
| ----------------------- |
| Grandslamtoernooi       |
| Olympische Spelen       |
| Year-End Championships  |
| Premier Mandatory       |
| Premier Five / WTA 1000 |
| Premier / WTA 500       |
| International / WTA 250 |
| Challenger / WTA 125    |

### WTA-finaleplaatsen enkelspel
| nr.              | finale     | toernooi         | ondergrond | tegenstandster      | score         |         |
| ---------------- | ---------- | ---------------- | ---------- | ------------------- | ------------- | ------- |
| gewonnen finales |            |                  |            |                     |               |         |
| 1.               | 2023-12-03 | WTA Buenos Aires | gravel     | María Lourdes Carlé | 6-3, 6-2      | details |
| verloren finales |            |                  |            |                     |               |         |
| 1.               | 2022-04-10 | WTA Bogota       | gravel     | Tatjana Maria       | 3-6, 6-4, 2-6 | details |

### WTA-finaleplaatsen vrouwendubbelspel
| nr.              | finale     | toernooi            | ondergrond | partner          | tegenstandsters                        | score            |         |
| ---------------- | ---------- | ------------------- | ---------- | ---------------- | -------------------------------------- | ---------------- | ------- |
| gewonnen finales |            |                     |            |                  |                                        |                  |         |
| 1.               | 2024-12-07 | WTA Florianópolis   | gravel     | Maja Chwalińska  | Nicole Fossa Huergo Valerija Strachova | 7-6, 6-3         | details |
| verloren finales |            |                     |            |                  |                                        |                  |         |
| 1.               | 2024-03-30 | WTA San Luis Potosí | gravel     | Katarzyna Piter  | Anna Bondár Tamara Zidanšek            | forfait          | details |
| 2.               | 2024-12-01 | WTA Buenos Aires    | gravel     | Mayar Sherif     | Maja Chwalińska Katarzyna Kawa         | 4-6, 6-3, [7-10] | details |
| 3.               | 2025-04-06 | WTA Bogotá          | gravel     | Irina Maria Bara | Cristina Bucșa Sara Sorribes Tormo     | 7-5, 2-6, [5-10] | details |